# Aurelianidae
Aurelianidae é uma família de cnidários antozoários da infraordem Thenaria, subordem Nyantheae (Actiniaria).

## Géneros
- Actinoporus Duchassaing, 1850
- Aureliana Gosse, 1860